# Gorenja vas, Kanal ob Soči
Gorenja vas je naselje v Občini Kanal ob Soči.

## Zanimivosti
Zaradi strmega terena nad vasjo, neprimernega za vole, so vaščani za vprežno živino uporabljali osle. V nekem obdobju je bilo v vasi toliko oslov, ki jim v lokalnem narečju pravijo "muš", da se je vasi prijelo ime mušja vas.